# Aeroportul Vance W. Amory
Aeroportul Vance W. Amory (IATA: NEV, ICAO: TKPN) este un aeroport din Newcastle⁠(d), Saint James Windward Parish⁠(d), Insula Nevis, Sfântul Cristofor și Nevis.
Situat la o altitudine de 4 m, aeroportul dispune de o singură pistă.